# Fredrik Wilhelm av Augustenburg
Fredrik Wilhelm, född 1668, död 1714, var hertig av Augustenburg 1701-1714 och Sonderburgs guvernör 1676-1695. 
Son till Ernst Günther av Augustenburg. Far till Kristian August av Augustenburg.